# 苏克雷省
蘇克雷省（Departamento de Sucre）是哥倫比亞北部的一個省，西北臨加勒比海，東南界考卡河。面積为10,670平方公里，2018年人口为877,057人。首府辛塞萊霍。
1966年8月18日設省。下分二十六自治市。省名紀念南美洲獨立英雄安東尼奧·何塞·蘇克雷。